# 优云乡
优云乡，是中华人民共和国青海省果洛藏族自治州玛沁县下辖的一个乡镇级行政单位。

## 行政区划
优云乡下辖以下地区：
优曲牧委会、德尔当牧委会、阳桑牧委会、茶藏牧委会和血麻牧委会。